# Лэдд, Маргарет
Маргарет Лэдд (англ. Margaret Ladd; род. 8 ноября 1942, Провиденс) — американская актриса. Она наиболее известна благодаря роли Эммы Ченнинг в длительной прайм-тайм мыльной опере «Фэлкон Крест», где он снималась с 1981 по 1989 год.
Лэдд родилась в Провиденсе, штат Род-Айленд. Её первая роль была в недолго просуществовавшей дневной мыльной опере ABC «Пламя на ветру» в 1964-65 годах, после чего Лэдд играла в фильмах «Друзья Эдди Койла» (1973) и «Свадьба», а также появлялась в сериалах «Такси» и «Медэксперт Куинси». Также Лэдд выступала на бродвейской сцене. В перерывах между съемок в , Лэдд появилась в сериале «Отель» и фильме 1987 года «Августовские киты». Лэдд состоит в браке с драматургом Лайлом Кесслером. Начиная с 1990-х, она лишь дважды появлялась на телевидении; в эпизоде сериала «Обоснованные сомнения» 1992 года, и во второстепенной роли в сериале «Моцарт в джунглях» в 2014 году.